# Обратная сторона Земли
«Обратная сторона Земли» (англ. Solar Opposites, дословно — «Солнечные противоположности») — американский анимационный веб-сериал. Премьера мультсериала состоялась 8 мая 2020 года на сервисе Hulu. Премьера второго сезона состоялась 26 марта 2021 года, третьего — 13 июля 2022 года, четвёртого — 14 августа 2023 года, пятого — 12 августа 2024 года. Премьера последнего шестого сезона состоится 13 октября 2025 года.

## Сюжет
Планета Шлорп была идеальной утопией, но астероид разрушил её. Сотня взрослых инопланетян и их репликантов разлетелись от неё в разные стороны Вселенной, чтобы найти новую планету пригодную для жизни. Инопланетяне Корво и Терри потерпели крушение и были вынуждены приземлиться на Земле, планете уже и так перенаселённой другими разумными существами. На борту космического корабля, помимо Корво и Терри, присутствовали также двое их репликантов Юмьюлак и Джесси, а также Пупа. Пупа, который на первый взгляд кажется неким безмозглым домашним питомцем, на самом деле имеет важную миссию. Когда он вырастет, он сможет терраформировать Землю таким образом, чтобы планета стала пригодной для жизни инопланетян.
Инопланетяне по-разному относятся к своему новому дому. Корво не переносит эту планету и желает поскорее восстановить космический корабль, чтобы её можно было покинуть. Терри же наоборот Земля нравится. Что касается репликантов, то они вынуждены ходить в школу. Там их обижают за то, что они инопланетяне. Юмьюлак считает, что земляне безнадёжны. У него есть уменьшающий луч, который он использует, чтобы уменьшать тех людей, которые ему не нравятся. Уменьшенных людей он содержит в гигантском террариуме, вмонтированном в стену дома в спальне. Джесси же не считает землян полностью безнадёжными, хотя и соглашается, что не все люди хорошие.

## Роли озвучивали

### Главные роли
- Джастин Ройланд (1-3 сезоны) и Дэн Стивенс (с 4 сезона) — Корво[2]
- Томас Миддлдитч — Терри
- Шон Джамброун — Юмьюлак
- Мэри Мак — Джесси
- Саган МакМэхан[a] — Пупа

### Роли второго плана
- Альфред Молина — Герцог
- Эндрю Дэйли — Тим
- Кристина Хендрикс — Шерри
- Тиффани Хэддиш — Аиша
- Джейсон Мандзукас — Ванбо
- Кэри Уолгрен — Нова / Сестра Блиста
- Стерлинг Браун — Халк
- Саттон Фостер — Сестра Систо
- Карлос Алазраки — Монтес
- Киран Калкин — Глен
- Клэнси Браун — Гэвин
- Шарлотта Никдао — София
- Джек Куэйд — Томблер Кранд
- Стивен Лэнг и Рон Фанчес — Сержант Арджент

## Создание
28 августа 2018 года стало известно, что Hulu заказали создание двух сезонов нового мультсериала из 16 серий. Идея сериала была придумана Джастином Ройландом и Майком МакМэханом, создателями «Рика и Морти», они же стали исполнительными продюсерами нового сериала. Производством занималась компания 20th Century Fox. Было объявлено, что главных героев озвучат Джастин Ройланд, Шон Джамброун и комедиантка Мэри Мак. Премьера первого сезона была назначена на 8 мая 2020 года. 25 марта вышел тизер мультсериала, а 15 апреля трейлер. В январе 2021 года вместе с новым трейлером было объявлено, что премьера второго сезона состоится на Hulu 26 марта. Про третий сезон создатели сообщили ещё летом 2020 года, что он в планах. Третий сезон вышел 13 июля 2022 года. Четвёртый сезон вышел 14 августа 2023 года. В октябре 2022 года сериал был продлён на пятый сезон, который стал доступен 12 августа 2024 года. В июле 2024 года стало известно, что мультсериал продлён на шестой сезон. Шестой сезон станет последним, его премьера состоится 13 октября 2025 года.

## Критика
Критики в целом благосклонно приняли новый мультсериал. На сайте Rotten Tomatoes его рейтинг «свежести» 98 %, на сайте Metacritic его рейтинг составляет 72 балла из 100.

## Обзор сезонов
| Сезон | Серии | Серии | Даты показа     | Даты показа     |
| ----- | ----- | ----- | --------------- | --------------- |
| 1     | 8     | 8     | 8 мая 2020      | 8 мая 2020      |
| 2     | 8     | 8     | 26 марта 2021   | 26 марта 2021   |
| 2     | СП    | СП    | 22 ноября 2021  | 22 ноября 2021  |
| 3     | 11    | 11    | 13 июля 2022    | 13 июля 2022    |
| 3     | СП    | СП    | 3 октября 2022  | 3 октября 2022  |
| 4     | 11    | 11    | 14 августа 2023 | 14 августа 2023 |
| 4     | СП    | СП    | 5 февраля 2024  | 5 февраля 2024  |
| 5     | 11    | 11    | 12 августа 2024 | 12 августа 2024 |
| 5     | СП    | СП    | 7 октября 2024  | 7 октября 2024  |

## Список эпизодов

### Сезон 1 (2020)
| № общий | № в сезоне | Название                                                      | Режиссёр   | Сценарист                       | Премьерный показ |
| --- | ---------- | ------------------------------------------------------------- | ---------- | ------------------------------- | ---------------- |
| 1 | 1          | «Вопрос переносной материи» «The Matter Transfer Array»       | Ким Арндт  | Майк Макмэхан и Джастин Ройланд | 8 мая 2020       |
| Корво смотрит по телевидению детское шоу про инопланетянина Фанбакета, который живёт в подвале у некоего мальчика и разрешает различные загадки. Из рекламы по телевизору Корво узнаёт, что Фанбакет будет выступать у них в торговом центре. Он решает отправиться туда, чтобы познакомиться с ним, ведь он тоже инопланетянин и возможно он поможет восстановить космический корабль. В торговом центре Корво с удивлением узнаёт, что никакого Фанбакета на самом деле не существует. Используя инопланетные технологии, Корво создаёт своего собственного Фанбакета, который, однако, находит себе новых друзей и сбегает. Корво создаёт ещё одного Фанбакета, которого специально делает чуть туповатым. Когда эти два Фанбакета встречаются вместе, они неожиданно сливаются в одно гигантское мутировавшее существо, которое удаётся победить только при помощи уменьшающего луча. Тем временем Юмьюлак и Джесси вынуждены посещать школу, где их дразнят сверстники и терроризируют преподаватели. Они уменьшают хулиганку Лидию, чтобы провести над ней свои опыты. После её обратно увеличивают, предварительно полив её мозги газировкой, чтобы девочка всё забыла. |            |                                                               |            |                                 |                  |
| 2 | 2          | «Нестабильная серая дыра» «The Unstable Grey Hole»            | Боб Суарес | Майк Макмэхан                   | 8 мая 2020       |
| Многие люди недолюбливают инопланетян и Корво это оскорбляет. Он запускает множество нанороботов в водопровод, чтобы они проникли в тела людей и собрали о них информацию. Таким образом, Корво узнаёт много интересного о своих соседях. Он вместе с Терри, зная желания людей, начинает всем угождать. Постепенно инопланетяне становятся популярными. Они даже решают баллотироваться в президенты местной ассоциации домовладельцев, чтобы устраивать жизнь своего района. У них намечаются дебаты с их главным конкурентом старушкой Рут, которые срывают наноботы, обретшие разум. Юмьюлак по-прежнему считает людей никчёмными существами, а Джесси пытается доказать ему обратное. Она использует чипы, которые временно, по нажатию кнопки, делают людей добрыми. Юмьюлак проникается тем, что даже самые плохие, по его мнению, люди оказываются на деле не такими уж и плохими. Он изъявляет желание пообщаться с действительно злыми людьми, чтобы понять, в чём их проблема. Юмьюлак отправляется в бар, в котором обитают наци-панки. Из бара репликантам приходится выходить с боем.                                                                            |            |                                                               |            |                                 |                  |
| 3 | 3          | «Квантовое кольцо» «The Quantum Ring»                         | Лукас Грей | Мэтт Маккенна                   | 8 мая 2020       |
| Корво устраивает вечер тако, но другие обитатели дома это мероприятие игнорируют. Им интереснее пойти на день рождения к соседскому мальчику, чтобы посмотреть на фокусников. Теперь Корво сам решает стать фокусником. Он впечатляет своим фокусом своих домашних и решает выходить на новый, более серьёзный уровень. Он отправляется в Лас-Вегас, чтобы прыгнуть сквозь чёрную дыру. Домашние пытаются спасти Корво, так как считают, что его хотят убить другие иллюзионисты. На деле всё это был розыгрыш, устроенный самим Корво, чтобы его домашние пришли на его тако-вечеринку. В чёрную же дыру он сбросил своего клона. Тем временем в террариуме Юмьюлака начинается постапокалипсис. Уменьшенные люди вынуждены выживать и сражаться за еду и лекарства. Юмьюлак не кормит своих подопытных, а Джесси из жалости подкидывает людям только сладости. |            |                                                               |            |                                 |                  |
| 4 | 4          | «Многократный увеличитель» «The Booster Manifold»             | Энди Том   | Джош Байсел                     | 8 мая 2020       |
| Когда инопланетяне испытывают стресс, из их тел начинают выходить маленькие безобидные существа гублеры. Однако однажды Корво испытывает настолько сильный стресс, что из него выходит редкий большой красный агрессивный гублер, с которым инопланетянам теперь приходится справляться. В это время у репликантов на головах вырастают растения, которые Юмьюлак и Джесси принимают за половое созревание. Эти растения испускают некую пыльцу, которая делает людей, находящихся по близости, добрыми. Однако, когда пыльца Юмьюлака и Джесси смешивается, она оказывает на находящихся рядом людей негативное воздействие. Попутно Корво и Терри пытаются купить гидроцикл. |            |                                                               |            |                                 |                  |
| 5 | 5          | «Лавовый реактор» «The Lavatic Reactor»                       | Боб Суарес | Шон О’Коннор                    | 8 мая 2020       |
| У репликантов проблемы в школе. Директор угрожает выгнать их и перевести в военную школу, если они опоздают на занятия ещё хоть раз. Юмьюлак и Джесси ежедневно вовремя приходят в школу и сидят на всех уроках, но они не понимают, что летом во время каникул этого делать не нужно. Корво и Терри в свою очередь идут в университет. Терри хочет тусоваться и веселиться, а Корво рассчитывает узнать там что-нибудь новое. Терри замечает, что все умные люди скучные и использует против Корво отупляющий луч. По вине отупевшего Корво по городу растекается ледяная лава. Эту проблему приходится решать уже Терри. |            |                                                               |            |                                 |                  |
| 6 | 6          | «Устройство П.А.Т.Р.И.Ц.И.Я» «The P.A.T.R.I.C.I.A. Device»    | Ким Арндт  | Даниэль Уларик                  | 8 мая 2020       |
| Сосед инопланетян организует у себя в подвале мужскую комнату. Корво и Терри решают, что им нужна такая же комната, которая, однако, не приносит им радости. Корво начинает понимать, что всё дело в женщине. У соседа есть недовольная жена, от которой тот и прячется в подвале. Корво создаёт недовольную женщину-робота на основе жён из телесериалов. Ему нравится, что этот женоробот осуждает и унижает его, а Терри наоборот находит в роботе мать. Через некоторое время программа робота сбивается, и он начинает убивать мужчин. Репликанты в это время изучают в школе феминизм. Девочкам нужно написать доклад о том, как они боролись с патриархатом. Джесси раздражена излишней толерантностью современного общества, из-за которой она не может найти ни одного женоненавистника. |            |                                                               |            |                                 |                  |
| 7 | 7          | «Терри и Корво украли медведя» «Terry and Korvo Steal A Bear» | Энди Том   | Доминик Диркес                  | 8 мая 2020       |
| Уменьшенные люди, которые живут в террариуме в стене комнаты Юмьюлака и Джесси, вынуждены жить под гнётом деспотичного правителя Герцога. Человек по имени Тим вдохновляет людей на создание Сопротивления. Сам он брошен Герцогом в тюрьму. Его дух падает и он разочаровывается в борьбе. Неожиданно его освобождают люди из Сопротивления во главе с девушкой Шерри. Как оказалось Сопротивление всё ещё существует и прекрасно себя чувствует. Эти люди нашли в Стене ещё один самый нижний этаж и спрятались там. Они хотят сражаться и требуют от Тима возглавить их бунт. Бунт начинается и власть Герцога рушится. Тим и Шерри обнаруживают в кабинете Герцога выход наружу, который тот использовал только для проноса в Стену контрабанды. Тим убивает Шерри и сам становится правителем Стены. Он не сообщает народу, что из Стены есть выход. |            |                                                               |            |                                 |                  |
| 8 | 8          | «Вернуться-По-Своим-Следам-Инатор» «Retrace-Your-Step-Alizer» | Лукас Грей | Джо Сондерс и Ариэль Ладенсон   | 8 мая 2020       |
| Пупа внезапно становится оранжевым. Корво обеспокоен этим, так как полагает, что наступает время для Пупы терроформировать Землю. Он, однако, не знает этого наверняка, а памятка про Пупу осталась на Шлорпе. Корво и Терри отправляются в прошлое, чтобы проникнуть на свою планету до падения на неё метеорита и найти памятку про Пупу. Этим они меняют будущее и создают себе на Земле неприятного соседа-инопланетянина. Они снова отправляются в прошлое, чтобы ещё раз всё исправить. В это время Юмьюлак узнаёт, что Джесси считает его злым. Репликант пытается исправиться. Позже выясняется, что все эти события происходили в симуляторе реальности. |            |                                                               |            |                                 |                  |

### Сезон 2 (2021)
| № общий | № в сезоне | Название                                                                                         | Режиссёр      | Сценарист                    | Премьерный показ |
| --- | ---------- | ------------------------------------------------------------------------------------------------ | ------------- | ---------------------------- | ---------------- |
| 9 | 1          | «Священное неповторяющееся число» «The Sacred Non-repeating Number»                              | Лукас Грей    | Майк Макмэхан                | 26 марта 2021    |
| Инопланетяне находят в Лондоне ещё одну команду шлорпианцев. Те живут в канализации, прячутся от людей и едят отходы. Корво, тем не менее, они нравятся, так как они чтят традиции их родной планеты, и он решает остаться с ними. Постепенно он замечает, что они смеются над ним, как он обычно дома смеялся над Терри. К тому же они очень разные. Корво обычный рабочий, а они относят себя к элите. В свою очередь у Терри, который остался дома за главного, всё валится из рук. В это время Юмьюлак пытается подружиться с крутыми ребятами в школе, а Джесси начинает заботиться о старой больной собаке. В конце концов, Корво возвращается домой, а лондонским шлорпианцам, которые требуют от него отдать им Пупу, отдают собаку. |            |                                                                                                  |               |                              |                  |
| 10 | 2          | «Стиратель Земли» «The Earth Eraser»                                                             | Ким Арндт     | Даниэль Уларик               | 26 марта 2021    |
| Терри нравится посещать званые ужины и общаться там с людьми. У Корво наоборот непринуждённое общение не получается. На этой почве, при помощи продажного сенатора, он объявляет званые ужины вне закона. В свою очередь, после смерти деспотичного правителя Герцога, налаживается жизнь уменьшенных людей, которые живут в террариуме в стене в комнате Юмьюлака и Джесси. Неожиданно в Стене происходит убийство, чего не случалось со времён войны. Этим делом должен заняться герой этой войны Халк. |            |                                                                                                  |               |                              |                  |
| 11 | 3          | «Устройство дома у озера» «The Lake House Device»                                                | Боб Суарес    | Джош Байсел                  | 26 марта 2021    |
| Юмьюлака в школе обижают хулиганы и Джесси советует ему начать ходить в спортивный зал. В зале же «качки» объясняют ему, что мышцы не дают уверенности в себе, которую может дать только большой член, но с таким нужно родиться. Поскольку Юмьюлак инопланетянин, половых органов у него нет. Он искусственно создаёт себе большой член. Это действительно производит эффект на окружающих. Юмьюлак не может остановиться и создаёт себе второй член. В этом случае энергия двух больших членов уже становится разрушительной. Ситуацию удаётся исправить Сигурни Уивер, которая поглощает эту энергию. В это время Корво пытается сделать Терри лучше. Он отправляет для Терри в прошлое письма с наставлениями. Терри в конце концов превращается в маньяка. |            |                                                                                                  |               |                              |                  |
| 12 | 4          | «Аварийный урбанизатор» «The Emergency Urbanizer»                                                | Анниса Аджани | Дэниэл Либман и Мэтт Либман  | 26 марта 2021    |
| У репликантов начинаются летние каникулы и Терри и Корво начинают задумываться над тем как бы от них избавиться на это время. Соседка советует отправить их в летний лагерь. Вся компания отправляется в лагерь, но теряется в лесу. Инопланетянам приходится использовать урбанизатор, который создаёт в лесу мегаполис с деревянными жителями. Команда разделяется, чтобы заработать деньги на аренду машины, чтобы с её помощью найти свою машину. Джесси устраивается в индустрию моды, Юмьюлак становится брокером, Корво гангстером, а Терри хочет быть актёром, но зарабатывает проституцией. В это время в Стене Халк продолжает вести расследование загадочных убийств. |            |                                                                                                  |               |                              |                  |
| 13 | 5          | «Удивительный потрясающий луч» «The Rad Awesome Terrific Ray»                                    | Лукас Грей    | Гаррик Бернард               | 26 марта 2021    |
| В торговом центре Корво встречает своего красного гублера, который теперь успокоился, нашёл себе девушку и собрался жениться. Корво считает, что эта девушка слишком обычная и быстро надоест гублеру, который снова станет злым. Он хочет сделать её крутой при помощи специального луча, но Терри случайно превращает её в крысу, которая сбегает. Пока Терри её разыскивает, Корво вывозит гублера в Вегас на мальчишник, где у них происходит интимная связь. Репликанты тем временем жульничают на физкультуре со временем. |            |                                                                                                  |               |                              |                  |
| 14 | 6          | «Apple Pencil Pro» «The Apple Pencil Pro»                                                        | Ким Арндт     | Ариэль Ладенсон              | 26 марта 2021    |
| В магазине Apple команда пришельцев встречает чудовище-свинью, которая обвиняет их в своих мучениях. Инопланетян отправляют в тюрьму. На деле же пришельцев подставили. Им мстит учительница, которой ранее репликанты заменили кости на металлические как у Росомахи. В Стене в это время Халк находит убийцу и приводит его к правителю Стены Тиму. Тим же рассказывает Халку про убийство Шерри и про выход из Стены. Халк должен решить, как распорядиться этой информацией. Он принимает решение скрыть правду от народа и подыграть Тиму. |            |                                                                                                  |               |                              |                  |
| 15 | 7          | «Маловероятная кончина любимой рюмки Терри» «The Unlikely Demise of Terry’s Favorite Shot Glass» | Боб Суарес    | Джо Сондерс                  | 26 марта 2021    |
| Как оказалось, выпав из Стены, Шерри не погибла. Более того, во дворе дома инопланетян она встретила Герцога. Они объединяются, чтобы вместе противостоять опоссуму, который преследует их. Жить же им приходится в игрушечном космическом корабле. Через некоторое время становится понятно, что Шерри успела забеременеть от Тима. Где-то в соседнем дворе находится аптечная сеть Walgreens и Герцог настаивает, что Шерри должна перебираться туда. Сам Герцог погибает в сражении с опоссумом. Шерри рожает по дороге в игрушке-дозаторе с конфетами PEZ. Дойдя до забора, она видит, что никакой аптеки там нет. Шерри принимает решение вернуться в Стену. |            |                                                                                                  |               |                              |                  |
| 16 | 8          | «Солнечные противоположности почти получают Xbox» «The Solar Opposites Almost Get An Xbox»       | Анниса Аджани | Джош Байсел и Джен Маккартни | 26 марта 2021    |
| Команда инопланетян обнаруживает, что Пупа изменил цвет на голубой, что значит, что через 12 часов он будет должен съесть их, чтобы эволюционировать и терраформировать Землю. Сосед объясняет Корво, что смерть окончательна и бесповоротна. Инопланетяне начинают выполнять различные вещи, о которых они прежде мечтали, чтобы умереть удовлетворёнными жизнью. Времени остаётся мало, но только Терри максимально удаётся реализовать себя, однако он случайно погибает. Остальные пытаются убить друг друга, чтобы таким образом получить удовлетворение. После смерти Юмьюлака, Джесси и Корво понимают, что жизнь наполняет смыслом время, проведённое с любимыми. После этого Корво случайно погибает. В назначенное время головы инопланетян лопаются и прорастают деревьями, внутри которых перерождается вся команда. Пупа же съедает плоды с этих деревьев. |            |                                                                                                  |               |                              |                  |
| Специальный эпизод |            |                                                                                                  |               |                              |                  |
| 17 | —          | «Очень солнечно праздничный противоположный выпуск» «A Very Solar Holiday Opposites Special»     | Лукас Грей    | Майк Макмэхан                | 22 ноября 2021   |
| У Пупы нет рождественского настроения, поэтому его выгоняют из дома до тех пор пока он его не найдёт. Пупа встречает отца, который поссорился со своим сыном. Пупа решает сделать доброе дело. Он находит этого сына и примиряет его с отцом. Остальное семейство отправляется внутрь фильма «Подарок на Рождество». Фильм оказывается ужасным и они наоборот рождественское настроение теряют. Теперь инопланетянам нужно вернуться в фильм, чтобы завершить его историю и вернуть себе настроение. |            |                                                                                                  |               |                              |                  |

### Сезон 3 (2022)
| № общий | № в сезоне | Название | Режиссёр          | Сценарист                | Премьерный показ |
| --- | ---------- | --- | ----------------- | ------------------------ | ---------------- |
| 18 | 1          | «Триангулятор конечностей» «The Extremity Triangulator»                                                                                    | Лукас Грей        | Доминик Диркес           | 13 июля 2022     |
| Инопланетный корабль отремонтирован и Корво вместе с остальной командой собирается отправиться в космос для продолжения своей миссии, а именно поиска планеты пригодной для жизни инопланетян. Зямля же не подходит для этой цели, так как она итак перенаселена. Неожиданно Корво начинает таять, что связано с тем, что его команда несерьёзно относится к нему как к капитану и вообще не горит желанием покидать Землю. Пупа же ведёт двойную жизнь. Он управляет механическим человеком, чтобы втереться в доверие к дочери руководителя конфетной компании. |            | |                   |                          |                  |
| 19 | 2          | «Спортивная сумка Эдамаме» «Edamame Duffle Bag»                                                                                            | Тедди О’Коннор    | Даниэль Уларик           | 13 июля 2022     |
| Корво решает отойти от своей инопланетной миссии и попробовать получить удовольствие от жизни на Земле. Он решает завести себе какое-нибудь обычное земное хобби, но такое, которым бы не увлекался Терри. В конечном итоге он сосредотачивается на железнодорожном моделизме. Репликанты спускаются внутрь Пупы, чтобы почистить его, так как он растолстел. В это время в Стене Шерри и Халк отправляются к правителю Тиму, чтобы разоблачить его, но оказывается, что тот тяжело болен. |            | |                   |                          |                  |
| 20 | 3          | «Большой день Пупы» «The Pupa’s Big Day»                                                                                                   | Ким Арндт         | Джен МакКартни           | 13 июля 2022     |
| Терри приобщает Корво к своему хобби, но выясняется, что его хобби это стояние в очередях. Юмьюлак находит себе «быструю очередь», которая на деле оказывается марафонским забегом. Джесси влюбляется в затылок парня, стоящего перед ней в очереди. Пупа же увеличивается в размере и сражается с гигантским ящером, а затем с гигантским роботом. |            | |                   |                          |                  |
| 21 | 4          | «Хулуленд» «Hululand» | Боб Суарез        | Джо Сондерс              | 13 июля 2022     |
| Тим приходит в себя и сбегает из Стены в спальню пришельцев. Шерри преследует его. В комнате они находят уменьшающий луч, которым увеличивают себя. Сами они не могут открыть Стену, поэтому отправляются за помощью в полицию, но те ничего не могут с этим сделать, так как пришельцы обладают иммунитетом от правительства, так как делятся с ним своими технологиями. Тим и Шерри силой освобождают людей в Стене, а самих пришельцев уменьшают и отправляют в Стену. Позже выясняется, что эта история — галлюцинация в умирающем мозге Тима. Инопланетяне же в это время ездили в «Хулуленд» — парк развлечений по мотивам сериалов стриминг-сервиса Hulu. |            | |                   |                          |                  |
| 22 | 5          | «Луч горгулий» «The Gargoyle Ray» | Лукас Грей        | Джош Байсел              | 13 июля 2022     |
| Служба опеки приезжает домой к инопланетянам, чтобы забрать у них детей, но они не знают, кого из пришельцев нужно считать ребёнком. В итоге они забирают Корво и Терри. Терри, как «одарённого ребёнка», отправляют в исследовательскую лабораторию, а для Корво находят приёмную семью. Автобус с Корво и другими детьми попадает в автокатастрофу в автомобильном тоннеле и теперь выжившим нужно выбраться из него. Руководит спасением Сильвестр Сталлоне, который ехал на экскурсионном автобусе. Юмьюлак и Джесси хотят попасть внутрь головы школьной хулиганки, чтобы понять причины её поведения, но случайно попадают в голову к директору. |            | |                   |                          |                  |
| 23 | 6          | «99 кораблей» «99 Ships» | Тедди О’Коннор    | Майк Макмэхан            | 13 июля 2022     |
| Инопланетяне просят искусственный интеллект корабля рассказать им о других шлорпианских кораблях, чтобы узнать, нашёл ли кто-то из них планету пригодную для жизни и смог ли терраформировать её. Пришельцы узнают множество печальных историй о других командах. |            | |                   |                          |                  |
| 24 | 7          | «Платиновый Beyblade Burst 800 Takara Tomy Edition» «The Platinum Beyblade Burst 800 Takara Tomy Edition»                                  | Ким Арндт         | Грейс Парра Джаней       | 13 июля 2022     |
| Для Корво и Терри приходит эксклюзивная пуля с автографом Марка Хэмилла, которую они купили на аукционе. Терри случайно выстреливает этой пулей в небо и теперь ждёт, когда она упадёт на землю. Соседа Глена, который мешал ловить пулю, пришельцы замораживают и отправляют в космос. Юмьюлак зарабатывает в школе на ставках. Он делает ставки на различные школьные события. Ему помогает Джесси, которая знает все школьные сплетни. На вырученные деньги Юмьюлак покупает эксклюзивный бейблэйд. В Стене Шерри рассказывает её жителям о смерти Тима и о проходе на волю. Шерри пытается создать коллективное правительство. |            | |                   |                          |                  |
| 25 | 8          | «Кристаллизатор с кубической решёткой» «The Cubic Lattice Crystallizer»                                                                    | Боб Суарез        | Доминик Диркес           | 13 июля 2022     |
| Инопланетяне уже много дней не ссорились друг с другом, поэтому решают по этому поводу устроить себе отпуск. Вся компания отправляется в отель на озере, где они отдыхали несколько лет назад. В этот раз, однако, все посетители и персонал ведут себя там очень странно. В Стене тем временем пропало электричество. Команда добровольцев во главе с Шерри спускается на опасный нижний этаж. Там они встречают людей, ведущих примитивный образ жизни. |            | |                   |                          |                  |
| 26 | 9          | «Лучи, превращающие людей в разные вещи» «The Rays That Turn People Into Various Things»                                                   | Мариса Ливингстон | Даниэль Уларик           | 13 июля 2022     |
| Журнал Parade хочет включить город, в котором живут пришельцы, в список лучших городов для жизни. Джесси обращает внимание, что другие горожане боятся их семью. Она закрывает остальных инопланетян в камере, пока те не научатся эмпатии. Поскольку пришельцы больше никому не угрожают, горожане начинают хулиганить и грубить друг другу. В Стене на нижнем этаже Шерри и Халк находят охотника на комаров. Хотя мясо комаров оказывается очень вкусным, Шерри, тем не менее, считает, что им не нужно позволять размножаться, так как они опасны для жителей Стены. |            | |                   |                          |                  |
| 27 | 10         | «Терри и Корво устраивают громкую драку на парковке Taco Bell» «Terry and Korvo Get in a Big Screaming Fight in the Taco Bell Parking Lot» | Тедди О’Коннор    | Гаррик Бернард           | 13 июля 2022     |
| Команда пришельцев отправляется в Taco Bell. Глена, которого пришельцы заморозили и отправили в космос, находят космические копы. Ему предлагают также стать копом, но на деле это лишь уловка и нечистые на руку космические копы просто хотят его использовать. Шерри и Халк, которые всё ещё находятся на нижнем этаже Стены, встречают сумасшедшего, который умеет повелевать комарами. Шерри кое-как удаётся вернуться на верхние этажи. Там она узнаёт, что за время её отсутствия у неё отняли ребёнка. Свою маленькую дочь она скрывала от народа Стены, а когда спускалась на нижние этажи, оставила её на попечение религиозным сектантам, поклоняющимся Джесси. Теперь сектанты представили этого ребёнка народу и объявили, что этот ребёнок дарован им самой Джесси. |            | |                   |                          |                  |
| 28 | 11         | «Туман Пупы» «The Fog of Pupa» | Ким Арндт         | Джош Байсел и Видия Айер | 13 июля 2022     |
| Пупа начинает себя вести как вредный подросток. Остальная команда пытается найти причину такого поведения и обвиняет в этом всех подряд. В конце концов, они приходят к выводу, что сами в этом виноваты и решают стать более приземлённой семьёй. Пришельцы отказываются от использования различных инопланетных технологий. |            | |                   |                          |                  |
| Специальный эпизод |            | |                   |                          |                  |
| 29 | —          | «Зловещий, Хэллоуинcкий, страшно противоположный солнечный специальный выпуск» «A Sinister Halloween Scary Opposites Solar Special»        | Боб Суарез        | Мэй Дэрмон               | 3 октября 2022   |
| Приближается Хэллоуин. Из инопланетян праздник ждут только Терри и Джесси. Корво боится всяких жутких хэллоуинских штук, а Юмьюлак не любит фэнтези и магию. Чтобы переплюнуть соседа, который всегда интересно украшает дом на Хэллоуин, Терри и Джесси откапывают на кладбище мертвеца, а затем оживляют его при помощи инопланетных технологий, чтобы тот рассказывал байки. Корво с мертвецом попадают в плен к этому соседу. Во время побега Корво убивает Великую тыкву, олицетворяющую дух Хэллоуина. Юмьюлак падает с крыши, умирает и попадает в ад. |            | |                   |                          |                  |

### Сезон 4 (2023-24)
| № общий | № в сезоне | Название | Режиссёр          | Сценарист          | Премьерный показ |
| --- | ---------- | --- | ----------------- | ------------------ | ---------------- |
| 30 | 1          | «Стол для игры в пинг-понг» «The Ping Pong Table» | Ким Арндт         | Доминик Диркес     | 14 августа 2023  |
| Корво и Терри устраиваются на работу в компанию, которая продаёт грабли. В соседнем офисе они видят, как сотрудники играют в пинг-понг и требуют от своего начальства такое же развлечение у себя в офисе. После небольшого несчастного случая главой компании становится Терри. Юмьюлак и Джесси решают проводить меньше времени вместе в школе. Одноклассницы советуют Джесси жестоко разыграть Юмьюлака, так как сёстры должны подшучивать над своими братьями. |            | |                   |                    |                  |
| 31 | 2          | «Грабли для Земли» «The Earth Rake» | Боб Суарес        | Даниэль Уларик     | 14 августа 2023  |
| Терри отправляется в деревянный город на деловую встречу с потенциальным покупателем большой партии их товара. Корво опасается, что Терри испортит это мероприятие и сорвёт сделку. Юмьюлак и Джесси под домашним арестом, но они тайно отправляются в деревянный город ради встречи с любимой музыкальной группой. |            | |                   |                    |                  |
| 32 | 3          | «Мобильный излучатель Аиши» «The Mobile Aisha Emitter» | Мариса Ливингстон | Джош Байсел        | 14 августа 2023  |
| Аиша, искусственный интеллект корабля инопланетян, находит себе друга в сети, а затем отправляется с ним на свидание. Робот-пылесос временно захватывает власть в доме. Тем временем внутри Стены появляется своя стена, которая отгораживает «верующих», поклоняющихся Джесси, от «неверующих». Температура в Стене ежедневно по чуть-чуть падает, что через некоторое время может привести к вымиранию её жителей. |            | |                   |                    |                  |
| 33 | 4          | «Кассеты с записью произношения» «The Pronunciation Cassette Tapes» | Тедди О’Коннор    | Джо Сондерс        | 14 августа 2023  |
| Джесси принимает участие в конкурсе на правильное произношение. Остальные пришельцы заводят домашнее животное в виде динозавра. Глен, которого космические копы бросили на одной из планет, сражается с летающей акулой. |            | |                   |                    |                  |
| 34 | 5          | «Подарок на день рождения» «The Birth-A-Day Present» | Боб Суарес        | Джен МакКартни     | 14 августа 2023  |
| Корво, Терри и Джесси объединяются, чтобы помешать Юмьюлаку обнаружить свой подарок ко дню рождения. Такой подарок наделяет инопланетянина на один день разрушительной силой. Обычно шлорпианцы используют эту силу, чтобы мстить своим обидчикам. Пупа спускается в нижние отсеки космического корабля, чтобы достать оттуда случайно забрёдших туда людей. |            | |                   |                    |                  |
| 35 | 6          | «Луч Сток-Вселенной» «The Stockiverse Ray» | Анниса Аджани     | Доминик Диркес     | 14 августа 2023  |
| Корво пытался сделать идеальную фотографию их инопланетного семейства, но в итоге отправил остальных инопланетян в мир стоковых фотографий. Теперь он должен сам окунуться в этот мир, чтобы спасти всех остальных. Температура в Стене продолжает падать. Шерри собирается выкрасть свою дочь у сектантов. |            | |                   |                    |                  |
| 36 | 7          | «Картонный тайник» «The Cardboard Dead Drop» | Мариса Ливингстон | Грейс Парра Джаней | 14 августа 2023  |
| В Стене наступают холода. Шерри с соратниками разрабатывает план по похищению своей дочери из рук сектантов. Во время осуществления этой операции выясняется, что соратники Шерри во что бы то ни стало хотят устранить лидера сектантов Сестру Систо. Ради выполнения своей задачи они готовы даже погубить дочь Шерри. Тем не менее, Шерри удаётся выкрасть свою дочь. Она решает вообще покинуть Стену и выйти в полный опасностей внешний мир. Её сопровождает Монтес, ранее работавший стражником у Сестры Систо. |            | |                   |                    |                  |
| 37 | 8          | «Супер гублеры» «The Super Gooblers» | Тедди О’Коннор    | Видия Айер         | 14 августа 2023  |
| Когда шлорпианцы испытывают стресс, из их тел начинают выходить маленькие безобидные существа гублеры. При сильном же стрессе появляются большие гублеры. В редких случаях может появиться агрессивный красный гублер. Такой ранее уже выходил из Корво. Оказалось, что из инопланетян уже вышло некоторое количество больших гублеров, но они скрывали их друг от друга. Вся компания отправляется на ранчо брошенных животных Кейли Куоко, чтобы оставить там своих гублеров. Пупа преследует богатую напыщенную взрослую женщину, чтобы помочь ей исправиться, таким образом, сделав мир чуточку лучше. |            | |                   |                    |                  |
| 38 | 9          | «Внутри и снаружи на планете Икс-Нон» «Down And Out On Planet X-Non» | Анниса Аджани     | Майк Макмэхан      | 14 августа 2023  |
| Глена, чудом спасшегося от летающей акулы, подбирают некие инопланетяне. Они доставляют его в свой город и принимают в свою банду. Теперь Глен должен научиться выживать в новом для себя мире. С этими инопланетянами Глена объединяет общий враг в лице космических копов. Глен меняет себе внешность. |            | |                   |                    |                  |
| 39 | 10         | «Буйабес, который снова можно увидеть» «The Re-Visibility Bouillabaisee»                                                                                                  | Боб Суарес        | Мэй Дэрмон         | 14 августа 2023  |
| Корво и Терри должны были перезагрузить Аишу, чтобы она могла обновиться, но случайно сделали себя невидимыми. Попутно в таком состоянии они сами ничего не видят. Оставшись без надзора Юмьюлак, Джесси и Пупа отправляются путешествовать во времени. В Стене Сестра Систо решает раз и навсегда покончить с «безбожниками». Она призывает своих последователей истреблять их, однако те уже покинули Стену и обустраиваются во внешнем мире во дворе дома инопланетян. Сестра Систо сама выходит во внешний мир, но на неё случайно наступает Джесси. |            | |                   |                    |                  |
| 40 | 11         | «Нежелательная персонификация Терри» «The Unwanted Personification Of Terry»                                                                                              | Мариса Ливингстон | Джо Сондерс        | 14 августа 2023  |
| Из-за длительного пребывания на Земле тела инопланетян начали принимать человеческую форму. Это событие вызвало восторг у всех кроме Корво. Тот считает, что они должны немедленно покинуть Землю. Им нужно оказаться в космосе, чтобы их обычные тела вернулись. Выясняется, что Терри потерял космический корабль. На месяцы инопланетяне разбредаются, чтобы наслаждаться жизнью в человеческих телах. Постепенно они приходят к осознанию, что быть человеком не такая уж и хорошая затея. Команда находит Корво, но теперь уже его самого нужно уговаривать покинуть Землю, так как он имеет шикарное человеческое тело, с которым не хочет расставаться. В конечном итоге инопланетяне покидают Землю и высаживаются на другой планете. |            | |                   |                    |                  |
| Специальный эпизод |            | |                   |                    |                  |
| 41 | —          | «Потрясающе романтический солнечно противоположный специальный выпуск на День святого Валентина» «An Earth Shatteringly Romantic Solar Valentine’s Day Opposites Special» | Тедди О’Коннор    | Скотт Галлопо      | 5 февраля 2024   |
| Из-за того, что они не могут нормально поесть в своей любимой закусочной, инопланетяне решают уничтожить День святого Валентина. C помощью своих технологий они высасывают из людей любовь. У людей, которые пытаются заполнить пустоту в душе, начинается новое увлечение, основанное на песне «Margaritaville» Джимми Баффетта. Становятся модными попугаи и вообще тематика тропических островов. Удовольствие от нового увлечения землян получают только Терри и Пупа. Юмьюлак пытается заработать на новой моде и занимается разведением попугаев. В какой-то момент попугаи поднимают бунт и порабощают Землю. Инопланетяне не знают как заново распространить любовь, так как сами они этого чувства испытывать не могут. Однако, изливая друг другу душу, Корво и Терри неожиданно начинают испытывать это новое для себя чувство. Они распространяют свою любовь на всю планету и решают пожениться. |            | |                   |                    |                  |

### Сезон 5 (2024)
| № общий | № в сезоне | Название                                                                                                | Режиссёр          | Сценарист                     | Премьерный показ |
| --- | ---------- | --- | ----------------- | ----------------------------- | ---------------- |
| 42 | 1          | «Обеденные шлемы Клервикса» «The Clervixian Dinner Helmets»                                             | Тедди О’Коннор    | Джо Сондерс                   | 12 августа 2024  |
| Инопланетяне покинули Землю и прибыли на Клервикс 3. Там их тела потеряли человеческий облик и приняли естественное состояние. Эта планета выглядит идеальной, но на ней нужно вести себя максимально обычно и нельзя выделяться. Инопланетянам это даётся с трудом. Корво пытается произвести впечатление на местные власти, чтобы получить возможность жить на этой планете. Терри сомневается, что планета может быть настолько идеальной и пытается найти подвох. |            | |                   |                               |                  |
| 43 | 2          | «Бесконечная история медового месяца» «The Never-Ending Honeymoon Story»                                | Анниса Аджани     | Даниэль Уларик                | 12 августа 2024  |
| Шлорпианцы возвращаются на Землю. Корво и Терри, которые теперь считают себя супружеской парой, узнают про такое понятие, как «медовый месяц». Пара отправляется в романтическое путешествие на канадский курорт, но узнав, что «медовый месяц» длится обычно неделю, решают растянуть орбиту Земли, чтобы увеличить количество дней в неделе. Юмьюлак и Джесси проходят в школе половое воспитание. Они должны неделю заботиться о мешке с сахаром, как о ребёнке. Для усложнения этого задания учительница просит их с помощью инопланетных технологий оживить этот мешок. |            | |                   |                               |                  |
| 44 | 3          | «Устройство „Живи-умри снова“» «Live Die Repeat Device (Formerly Known as the Edge of Tomorrow Device)» | Дэниел Коул       | Доминик Диркес                | 12 августа 2024  |
| Корво собирается построить на заднем дворе печь для приготовления пиццы и берёт всех инопланетян в строительный магазин. Там он переживает из-за одного из работников магазина, с которым хочет наладить общение. Корво заставляет остальных отправиться во временную петлю и раз за разом переживать этот день, пока он не сделает всё идеально в общении с этим работником. Терри знакомится с сумасшедшим любителем настольных игр. Жители Стены уже покинули её и создали своё поселение на заднем дворе инопланетян. Оскар и его племянница София содержат в этом поселении бар. В поисках работы к ним обращается некий искатель приключений по имени Гэвин. Он получает задание отвезти груз в другую часть двора. Гэвина преследует охотник за головами по имени Литл Ричард, который убивает Оскара. София бежит из поселения вместе с Гэвином. |            | |                   |                               |                  |
| 45 | 4          | «Учебное спринклерное устройство» «The Educational Sprinkler Device»                                    | Мариса Ливингстон | Грейс Парра Джаней            | 12 августа 2024  |
| Инопланетяне знакомятся с богатыми надменными родителями, чья дочь учится в частной школе. У Корво и Терри появляется желание устроить в частную школу Пупу. Когда Пупе отказывают в зачислении, Корво и Терри создают свою собственную частную школу. Сосед инопланетян Глен, который всё ещё находится в космосе, записывается в академию космических копов. Он хочет отомстить этим копам, но опять попадает в ловушку. |            | |                   |                               |                  |
| 46 | 5          | «Остров бывших» «Ex-Boyfriend Island»                                                                   | Тедди О’Коннор    | Дженни Маккарти               | 12 августа 2024  |
| Корво и Терри побеждают в некоем конкурсе и получают путёвку на тропический остров. Джесси быстро понимает, что это ловушка. Этот остров населён её бывшими парнями, которых она сама себе создавала, чтобы казаться интересной. Когда же они ей надоедали, она сплавляла их на необитаемый остров. Тем временем во дворе Гэвин и София достигают поселение, находящееся рядом с песочницей. Его жители нашли в песочнице бутылку виски и теперь пытаются откопать её. Работами руководит Энтони. Софии удаётся вывести его на чистую воду. Энтони затуманивает разум жителям галлюциногенными грибами, а бутылку виски собирается впоследствии присвоить себе. |            | |                   |                               |                  |
| 47 | 6          | «Научно-фантастические ролики» «The Sci-Fi Rollerblades»                                                | Анниса Аджани     | Мэй Дэрмон                    | 12 августа 2024  |
| Юмьюлака и Джесси в школе обижает хулиган. Корво выясняет отношения с отцом этого хулигана. Пупа не выпускает изо рта сферу, обладающую разрушительной силой. Терри гоняется за Пупой по всему городу, чтобы отнять эту сферу. |            | |                   |                               |                  |
| 48 | 7          | «Солнечные противоположности совершают интервенцию» «The Solar Opposites Do An Intervention»            | Дэниел Коул       | Скотт Галлопо                 | 12 августа 2024  |
| Пупа и робот-компаньон дерутся, поэтому инопланетяне закрывают их в подвале, пока сами проводят встречу с персонажами из «Марио». Гэвин и София пытаются избавиться от охотника за головами. Гэвин узнаёт, что груз, который он везёт, это вентиль от садового крана. Если этот вентиль поставить на место, то можно будет включить во дворе полив и двор снова станет зелёным. |            | |                   |                               |                  |
| 49 | 8          | «Устройство „Что, если?“» «The What If?! Device»                                                        | Мариса Ливингстон | Дэш Тернер                    | 12 августа 2024  |
| Корво предлагает воспользоваться устройством «Что, если?» и посмотреть, что было бы прими они то или иное решение. Неожиданно выясняется, что устройство уже включено. Хотя остальная команда хочет его выключить, чтобы иметь возможность задать устройству свои вопросы, Корво запрещает это делать. Если устройство включено, то они все сейчас живут в какой-то альтернативной реальности, но к которой уже привыкли. Неизвестно насколько жизнь инопланетян откатится назад в случае отключения устройства. Корво создаёт одноразовое устройство «Что, если?» и задаёт вопрос о нажатой кнопке. Команда узнаёт, что у них был ещё один член экипажа, от которого они избавились в начале миссии. |            | |                   |                               |                  |
| 50 | 9          | «Битва за Заб 9» «The Battle of Zab 9»                                                                  | Тедди О’Коннор    | Джо Сондерс                   | 12 августа 2024  |
| Робот-компаньон заболел. Юмьюлак и Джесси отводят его к врачу. Доктор сообщает, что этот робот, похоже, имеет боевую программу и плохо себя чувствует из-за того, что не сражается с другими роботами. Репликанты подыскивают ему соперников. Космические копы отправляют Глена на планету Заб 9, где используют в качестве пушечного мяса в войне с лошадями. Глен теряет на войне своего друга. |            | |                   |                               |                  |
| 51 | 10         | «Большой день уборки Терри» «Terry’s Big Cleaning Day»                                                  | Анниса Аджани     | Доминик Диркес                | 12 августа 2024  |
| Все инопланетяне кроме Терри отправляются в аквапарк. Терри, который ленится убираться в доме, наказан. Уменьшенные люди, населяющие двор, сражаются за вентиль от садового крана. После свержения очередного нечистого на руку правителя, Шерри объявляет себя королевой. В это время Терри пытается избавиться от пожухлой травы во дворе и использует на ней оживляющий луч. Двор начинает зеленеть, и уменьшенные люди воспринимают это как знамение. Они преклоняются перед Шерри. |            | |                   |                               |                  |
| 52 | 11         | «Гигантская голова Юмьюлака» «Yumyulack’s Giant Head»                                                   | Дэниел Коул       | Джош Байсел и Джессика Доллин | 12 августа 2024  |
| Юмьюлак неожиданно узнаёт, что его настоящая миссия в команде быть кормом для Пупы. Каждые 90 дней Корво убивает Юмьюлака и скармливает его останки Пупе. Затем он загружает воспоминания Юмьюлака в принтер и печатает нового репликанта. Юмьюлак отказывается проходить через подобный обряд снова и разрушает принтер, но случайно убивает и себя. Без пищи Пупа может умереть. Корво вспоминает, что на Земле существует ещё один Юмьюлак. Когда-то давно он не смог убить очередного репликанта и отпустил его. Команда инопланетян отправляется на его поиски в Ирландию. |            | |                   |                               |                  |
| Специальный эпизод |            | |                   |                               |                  |
| 53 | —          | «Охота за коричневым октябрём» «The Hunt for Brown October»                                             | Мариса Ливингстон | Шон О’Коннор                  | 7 октября 2024   |
| Инопланетяне хотят вступить в элитный загородный клуб. Члены клуба не празднуют Хэллоуин, поэтому пришельцам придётся отказаться от этого праздника. Это обстоятельство устраивает Корво, который этот праздник не любит. Неожиданно он превращается в гигантскую хэллоуинскую тыкву. В прошлый раз Корво убил Великую тыкву, олицетворяющую дух Хэллоуина, и теперь духом этого праздника стал он сам. На Корво охотится дух Дня благодарения, который хочет сделать свой праздник таким же интересным, как и Хэллоуин. |            | |                   |                               |                  |

### Сезон 6 (2025)
| № общий | № в сезоне | Название | Режиссёр | Сценарист | Премьерный показ |
| ------- | ---------- | -------- | -------- | --------- | ---------------- |
| 54      | 1          | TBA      | TBA      | TBA       | 13 октября 2025  |

## Комментарии
1. ↑  В последней серии первого сезона Пупу озвучил Лиам Каннингем